# Kyōgoku Takatsugu
Kyōgoku Takatsugu (京极高次?, , 1560 - 4 de junho de 1609) foi um daimyo (senhor feudal) da província de Omi e da província de Wakasa , durante o fim do período Sengoku  da História do Japão  .
Takatsugu é conhecido como o fundador do moderno clã Kyōgoku . Seus antepassados tinham sido poderosos desde o século XIII.,  mas suas fortunas tinham diminuído após a Guerra de Ōnin  A Takatsugu é creditado a restauração do destaque e da posição perdida de sua família.
Takatsugu se aliou a Oda Nobunaga ; e depois da morte de Nobunaga, tornou-se daimyo fudai (vassalo hereditário) de Toyotomi Hideyoshi que o instalou no Castelo Otsu (60.000 koku) na província de Omi.
Em 1600 na Batalha de Sekigahara, se aliou a Tokugawa Ieyasu. E apesar de falhar em seus esforços no Cerco de Otsu , a vitória de Ieyasu em Sekigahara acabou diminuindo as consequências dessa perda .  Nesse mesmo ano, Takatsugu foi recompensado com o Domínio de Obama (92.000 koku) na província de Wakasa .
Sob o shogunato Tokugawa , os Kyōgoku foram identificados como tozama (estranhos), em contraste com os fudai que eram vassalos hereditários dos Tokugawa. Apesar disso, Takatsugu prosperou.

## Genealogia
Os Kyōgoku são tozama que  descendem diretamente do Imperador Uda (868-897) através de seu neto Minamoto no Masanobu (920-993)  . Representavam um ramo do Clã Sasaki , que foram incorporados ao Seiwa Genji.
O pai de Takatsugu foi Kyōgoku Takayoshi, e sua mãe foi Azai Nagamasa . Takatsugu era casado com Ohatsu, a segunda das três filhas de seu tio. A mãe de Ohatsu, Oichi , era a irmã mais nova de Oda Nobunaga . Takatsugu tornou-se um parente próximo ao se casar com a sobrinha de Nobunaga.
A irmã mais velha da esposa de Takatsugu, Yodo-dono , era concubina de Toyotomi Hideyoshi e mãe de Toyotomi Hideyori. A irmã de Takatsugu e prima de Yodo-dono, Kyōgoku Tatsuko (ou Matsunomaru-dono), também tornou-se concubina de Hideyoshi. Com o casamento, Takatsugu se tornou cunhado de Hideyoshi.
A irmã mais nova da mulher de Takatsugu, Oeyo , era a esposa de Tokugawa Hidetada e mãe de Tokugawa Iemitsu.. Com o casamento, Takatsugu se tornou um cunhado de Hidetada 
Após a morte de Takatsugu em 1609, Ohatsu  tornou-se uma bhikkhuni (monja budista), passando a se chamar Joko-in (常高院) . Com conexões tanto com os  Toyotomi como os Tokugawa, Ohatsu servira por muito tempo como uma meio de comunicação entre os rivais. Ela continuou nessa função até 1615, quando o Tokugawa eliminou Toyotomi.
Takatsugu deixou como filho e herdeiro Kyōgoku Tadataka (1593-1637)
| Precedido por Kyōgoku Takayoshi | -- 1º Líder do Clã Kyōgoku 1580 - 1609 | Sucedido por Kyōgoku Tadataka |
| Precedido por ninguém           | 1º Daimyo de Obama 1600 - 1609         | Sucedido por Kyōgoku Tadataka |